# Nadsco

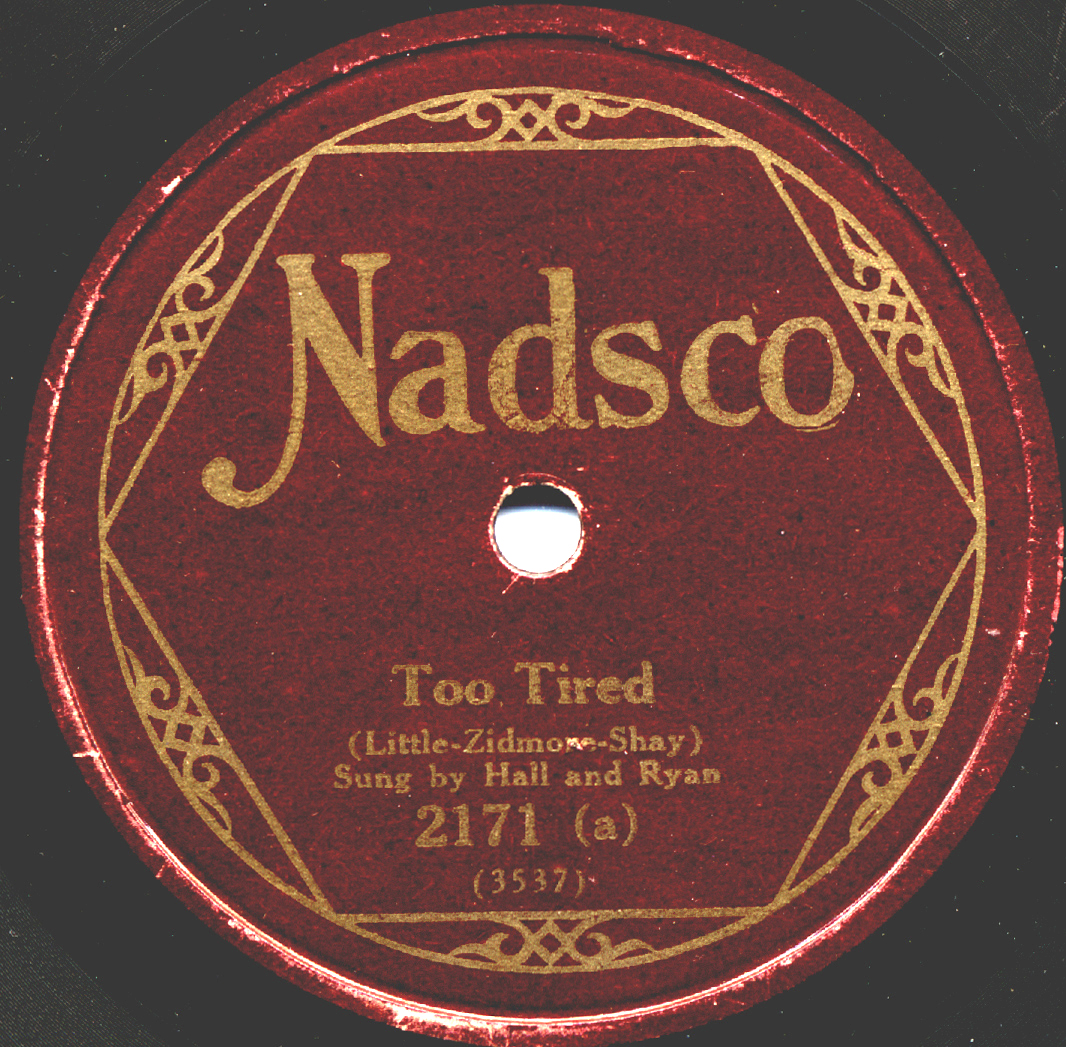
Etikett till Nadsco-utgåva från cirka 1924-25.

Nadsco var ett amerikanskt skivmärke vilket utgavs 1922-1926.
Nadsco var en av de tidigaste "sidoetiketterna" till det Bostonbaserade lågprisskivbolaget Grey Gull, och veterligen är samtliga kända utgåvor på Nadsco identiska - i allt från katalognummer till artistuppgifter - med motsvarande utgåvor på moderetiketten (och i förekommande fall motsvarande utgåvor på andra av dess tidiga sidoetiktter såsom Radiex).
Av namnet att döma tillverkades Nadsco troligen särskilt för varuhuskedjan National Department Store Company som också sålde andra typer av produkter under samma beteckning.